# Bouffant (papier)
Le bouffant d'un papier est l’inverse de la masse volumique moyenne d'une quantité de feuilles superposées. C'est le quotient de l'épaisseur moyenne du papier sur au moins cinq feuilles, exprimée en micromètres, par le grammage exprimé en gramme par mètre carré.
Si cinq feuilles de papier de 50 g/m2 ont une épaisseur totale de 0,4 mm,
l'épaisseur moyenne d'une feuille est de 80 µ, et le bouffant est de 80 ÷ 50 =1.6.
On appelle papier bouffant une qualité de papier épais par rapport à son grammage. Il possède une main élevée[Combien ?]. Le papier bouffant est généralement très absorbant et assez rugueux. La pénétration de l'encre est rapide ce qui entraîne une grande consommation d'encre et peu de brillance. Il peut être utilisé pour les livres de poche[réf. souhaitée].